# Антроповський район
Антроповський район (рос. Антроповский район) — адміністративно-територіальна одиниця (район) та муніципальне утворення (муніципальний район) в центральній частині Костромської області Росії.
Адміністративний центр — селище Антропово.

## Історія
Район утворений 25 січня 1935 року у складі Івановської Промислової області із частин Палкінського, Галицького та Парфеньєвського районів. 31 березня 1936 відійшов до Ярославської області, 13 серпня 1944 — до Костромської.

## Населення
| 2002  | 2008  | 2009  | 2010  | 2011  | 2012  | 2013  |
| ----- | ----- | ----- | ----- | ----- | ----- | ----- |
| 9088  | ↘8302 | ↗8412 | ↘7182 | ↘7141 | ↘6885 | ↘6655 |
| 2014  | 2015  | 2016  | 2017  | 2018  | 2019  | 2020  |
| ↘6424 | ↘6112 | ↘5988 | ↘5838 | ↘5724 | ↘5608 | ↘5460 |